# Jean-Charles Nocret

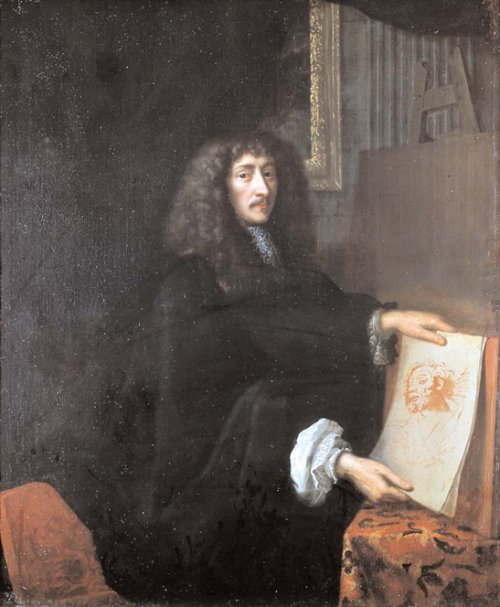
Jean-Charles Nocret: Porträt seines Vaters Jean Nocret, 1674, Schloss Versailles

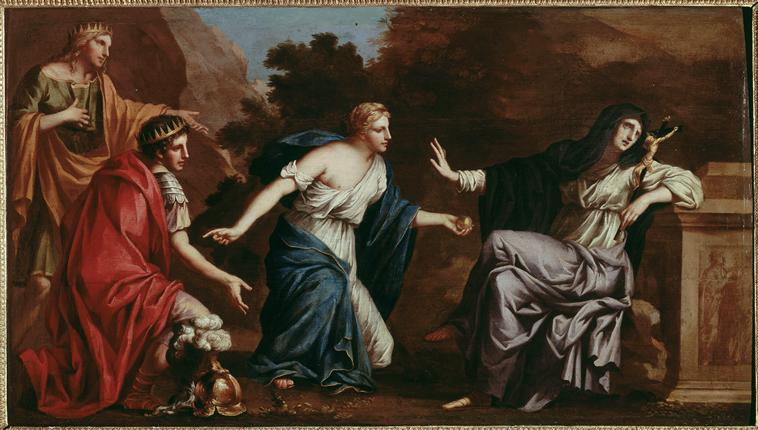
Jean-Charles Nocret: Le renoncement de Louise de la Vallière, 1675, Musée des Beaux-Arts de Brest

Jean-Charles Nocret, auch Nocret der Jüngere genannt, (* 20. Februar 1648 in Paris; † 8. Dezember 1719 ebenda) war ein französischer Maler.

## Leben
Er war der Sohn des Malers Jean Nocret (1615–1672), der auch sein Lehrer war. Er folgte seinem Vater als Porträt- und Historienmaler. Er hatte seit 1658 Wohnrecht im Palais du Louvre und war Hofmaler und Premier valet de chambre des Herzogs von Orléans. 1674 wurde er in die Académie royale de peinture et de sculpture aufgenommen für sein Porträt seines Vaters (heute in Schloss Versailles). Nach dem Tode seines Vaters wurde er 1675/76 nach Schloss Versailles berufen, um in den Appartements der Königin mitzuwirken. Im Musée des Beaux-Arts de Brest befindet sich eine Entsagung (orig.: Renoncement) der Louise de La Vallière (1675). Am 21. November 1681 waren der Herzog von Orléans und seine zweite Gemahlin Liselotte von der Pfalz Taufpaten einer Tochter von Jean-Charles Nocret.